# Парталоа
Парталоа (на испански: Partaloa) е населено място и община в Испания. Намира се в провинция Алмерия, в състава на автономната област Андалусия. Общината влиза в състава на района (комарка) Вале дел Алмансора. Заема площ от 53 km². Населението му е 898 души (по данни от 2010 г.). Разстоянието до административния център на провинцията е 101 km.

## Демография
| 1996 | 1998 | 1999 | 2000 | 2001 | 2002 | 2003 | 2004 | 2005 | 2006 |
| ---- | ---- | ---- | ---- | ---- | ---- | ---- | ---- | ---- | ---- |
| 394  | 381  | 377  | 384  | 377  | 391  | 469  | 529  | 611  | 679  |